# Архиепархия Оттавы — Корнуолла
Архиепархия Оттавы — Корнуолла (лат. Archidioecesis Ottaviensis–Cornubiensis) — архиепархия Римско-Католической церкви с центром в городе Оттава, Канада. В митрополию Оттавы — Корнуолла входят епархии Херста, Пемброка, Тимминса. Кафедральным собором архиепархии является собор Пресвятой Девы Марии.

## История
25 июня 1847 года Святой Престол основал епархию Байтауна, выделив её из епархий Кингстона и Монреаля. 14 июня 1860 года епархия Байтауна была переименована в епархию Оттавы. 11 июля 1882 года епархия Оттавы уступила часть своей территории Апостольскому викариату Понтиака (сегодня — Епархия Пемброка).
8 июля 1886 года епархия Оттавы была возведена в ранг архиепархии.
21 апреля 1913 года, 23 июня 1951 года и 27 апреля 1963 года архиепархия Оттавы уступила часть своей территории соответственно епархиям Мон-Лорье, Сен-Жером и Халла (сегодня — Архиепархия Гатино).

## Ординарии архиепархии
- епископ Joseph-Eugène-Bruno Guigues (9.07.1847 — 8.02.1874);
- архиепископ Joseph-Thomas Duhamel (1.09.1874 — 5.06.1909);
- архиепископ Charles-Hugues Gauthier (6.09.1910 — 19.01.1922);
- архиепископ Joseph-Médard Émard (2.06.1922 — 28.03.1927);
- архиепископ Joseph-Guillaume-Laurent Forbes (29.01.1928 — 22.05.1940);
- архиепископ Alexandre Vachon (22.05.1940 — 30.03.1953);
- архиепископ Мари-Жозе Лемьё (29.01.1953 — 24.09.1966);
- архиепископ Joseph-Aurèle Plourde (2.01.1967 — 27.09.1989);
- архиепископ Marcel André J. Gervais (27.09.1989 — 14.05.2007);
- архиепископ Terrence Thomas Prendergast (14.05.2007 — 4.12.2020);
- архиепископ Marcel Damphousse (4.12.2020 — по настоящее время).

## Источник
- Annuario Pontificio, Libreria Editrice Vaticana, Città del Vaticano, 2003, ISBN 88-209-7422-3